# Mauna Kea
De Mauna Kea is een slapende vulkaan op het eiland Hawaï. De vulkaan steekt 4207 meter boven de zeespiegel uit. Met een totale hoogte van 10.203 meter, gemeten vanaf het laagste punt van zijn voet op de bodem van de Grote Oceaan, wordt Mauna Kea soms gezien als de hoogste berg ter wereld, hoewel de Mount Everest en vele andere bergen hoger boven zeeniveau uitsteken. 
In tegenstelling tot de naastgelegen Mauna Loa is de Mauna Kea niet actief en wordt hij beschouwd als slapende vulkaan. De leeftijd wordt geschat op 1 miljoen jaar, de oudste gevonden stenen zijn ca. 200.000 jaar oud. De vulkaan was ca. 4000 tot 6000 jaar geleden voor het laatst actief; er waren toen minstens zeven uitbarstingen. Hij heeft al eerder een slapend bestaan gehad dat langer duurde dan 4500 jaar, dus het huidige gebrek aan activiteit is geen teken dat de vulkaan definitief is uitgedoofd.
De top van de Mauna Kea is te bereiken via een voor het grootste gedeelte verharde weg. Op de top bevinden zich twaalf (onafhankelijke) telescopen – waaronder de twee Keck-telescopen – van het Mauna Kea-observatorium. Het is een van de beste plaatsen ter wereld om waarnemingen van het heelal te doen. Er zijn plannen om hier de grootste telescoop ter wereld te bouwen, de Thirty Meter Telescope (TMT), een samenwerking tussen de Verenigde Staten, Japan, China, India en Canada. Bepaalde groepen Hawaiianen zijn hier echter fel tegen omdat de Mauna Kea voor hen een heilige berg is en ook omdat dit de habitat van de Nysius wekiuicola, een bodemwants, te veel zou verstoren.
Volgens de Hawaiiaanse mythologie vond de schepping van de wereld plaats op Mauna Kea ('witte berg') toen de hemelgod Wākea de aardegodin Papahānaumoku ontmoette.